# 印度細齒鯡
印度細齒鯡（学名：Corica soborna）為輻鰭魚綱鲱形目鲱科的其中一種，分布於亞洲印度、孟加拉、泰國、馬來西亞、越南、汶萊、印尼淡水、半鹹水水域，體長可達4.1公分，棲息在河川下游及河口區，可做為食用魚。

## 擴展閱讀
維基物種上的相關：印度細齒鯡